# Convivio

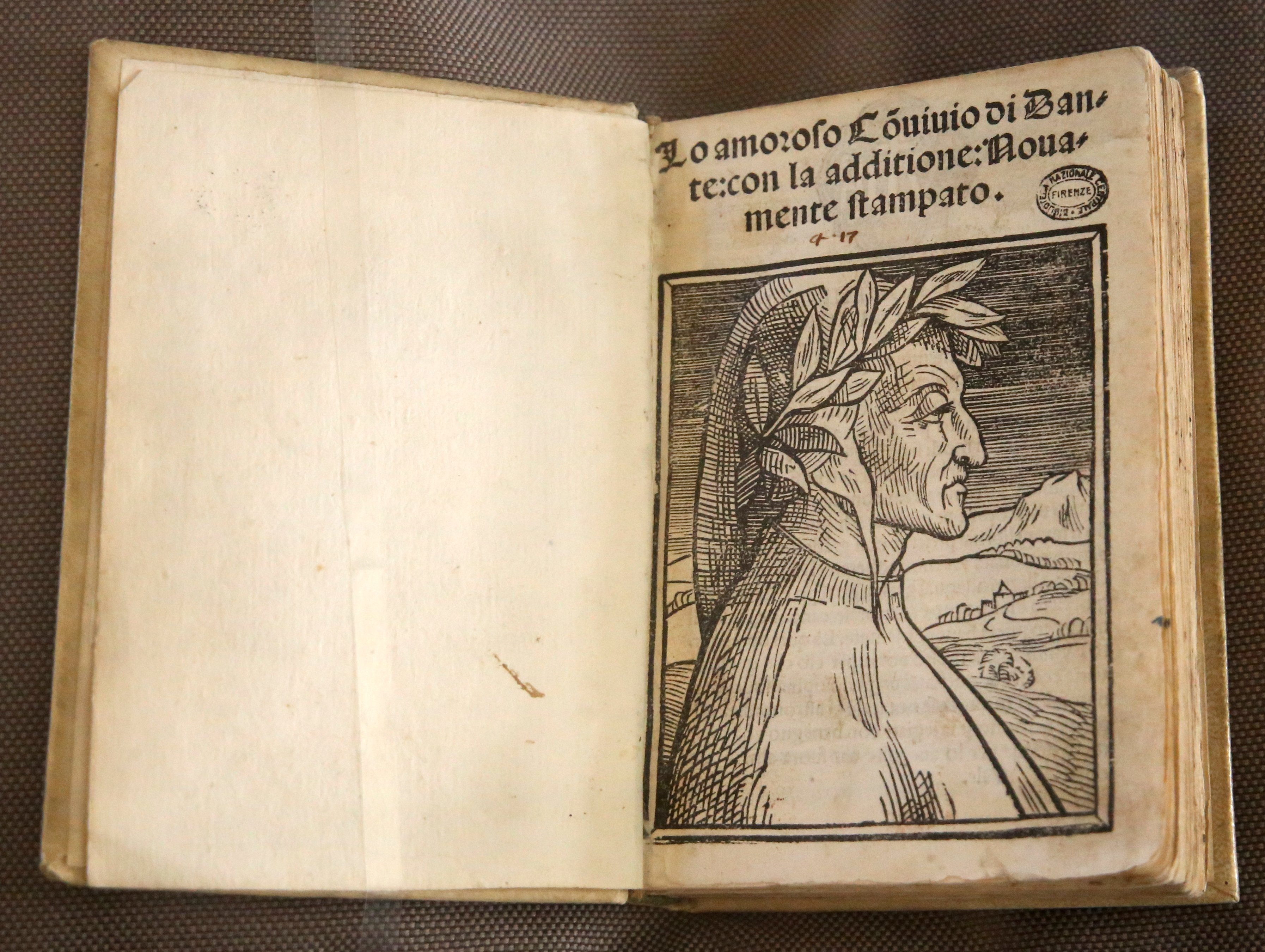
Convivio

Convivio (deutsch Gastmahl) ist eine von dem italienischen Dichter und Philosophen Dante Alighieri in der toskanischen Variante der altitalienischen Sprache verfasste philosophische Abhandlung. Das umfangreiche Werk wurde um 1306 geschrieben, blieb aber unvollendet.

## Überblick
Es handelt sich bei dem Convivio um das erste bedeutende, in italienischer Volkssprache abgefasste philosophische Werk. Es richtete sich explizit nicht an ein universitäres Publikum, sondern an Laien, denen die Philosophie nähergebracht werden soll. Das Werk sollte über den Gebrauch philosophischer Weisheit anhand einiger Kommentare zu Dantes eigenen Kanzonen unterrichten und umfasst vier Bücher. Buch 1 ist eine allgemeine Einleitung, die Bücher 2 bis 4 enthalten Kommentare zu je einer Kanzone Dantes: Buch 2 über Dantes erste Erfahrungen mit der Philosophie, Buch 3 besteht aus einem Lob der Philosophie und Buch 4 versucht die Frage zu beantworten, was wahrer Adel (verace nobilitade) ist. Dabei stützte sich Dante auf zahlreiche antike und mittelalterliche philosophische Quellen.
Mit vereinzelten Bezügen auf die Reichsidee steht das Convivio in gewisser inhaltlicher Nähe zu Dantes später entstandenem Werk Monarchia. Es wird erklärt, die römisch-deutschen Könige der Zeit seit dem Untergang der Staufer seien mit der alten Kaisermacht und Ordnung nicht mehr vergleichbar. Friedrich II. sei der letzte Kaiser der Römer gewesen (ultimo imperadore de li Romani). Die abstrakte Ableitung der Idee einer Universalmonarchie erfolgt unter anderem durch Bezugnahme auf die Ethik des Aristoteles. Im Convivio lässt Dante auch arabischsprachige Autoritäten wie Avicenna zu Wort kommen.

## Ausgaben und Übersetzungen
- Dante Alighieri: Das Gastmahl. Italienisch-Deutsch. Übersetzt von Thomas Ricklin. Herausgegeben unter der Leitung von Ruedi Imbach, 4 Bände, Meiner, Hamburg 1996–2004.
- Dantes Gastmahl. Übersetzt und erklärt mit einer Einführung von Constantin Sauter, Herder, Freiburg im Breisgau 1911 (Neuausgabe im Winkler Verlag, München 1965). (online frei einsehbar)
- Dante Alighieri: Convivio. Hrsg. von Franca Brambilla Ageno. 3 Bände. Le Lettere, Florenz 1995.
- Dante Alighieri: Il Convivio. Ed. critica a cure di Maria Simonelli. Patron, Bologna 1966.